# Scyloxes asiatica
Scyloxes asiatica is een spinnensoort in de taxonomische indeling van de lijmspuiters (Scytodidae).
Het dier behoort tot het geslacht Scyloxes. De wetenschappelijke naam van de soort werd voor het eerst geldig gepubliceerd in 1992 door Peter Mikhailovitch Dunin.